# معاهدة بريست ليتوفسك (أوكرانيا-قوى المركز)
معاهدة بريست ليتوفسك ( (بالألمانية: Brotfrieden)‏ " سلام الخبز "))  تم التوقيع على المعاهدة في 9 فبراير 1918 بين الجمهورية الشعبية الأوكرانية ودول المركز (ألمانيا والنمسا والمجر والإمبراطورية العثمانية وبلغاريا)، مما أنهى تورط أوكرانيا في الحرب العالمية الأولى والاعتراف بسيادة الجمهورية الشعبية الأوكرانية. تم التوقيع على المعاهدة - التي اعقبت الهدنة على الجبهة الشرقية- في ديسمبر 1917، في بريست ليتوفسك (الآن بريست، بيلاروسيا). لم يعترف وفد السلام الروسي، الذي ترأسه ليون تروتسكي، بوفد جمهورية اوكرانيا الشعبية - الذي تم إرساله من الرادا المركزي في كييف، حيث أنه اعترف بالوفد المرسل من جمهورية السوفييت الشعبية الأوكرانية في خاركوف.
حددت المعاهدة الحدود النمساوية المجرية الأوكرانية على خط عام 1914 ونصّت على إنشاء لجنة مشتركة لتحديد الحدود مع بولندا. قامت قوى المركز بتأمين الحبوب والسلع الأخرى من الجمهورية الاوكرانية الشعبية مقابل تقديم المساعدة العسكرية ضد البلاشفة. بعد توقيع المعاهدة، تدخلت القوات النمساوية الألمانية في أوكرانيا وساعدت في طرد الجيش الأحمر بحلول أبريل 1918. أدى وجود قوات قوى المركز إلى زعزعة استقلالية القرار الأوكراني وأدى إلى إنشاء ما سمي بالدولة الأوكرانية بقيادة بافلو سكوروبادسكي. إلا انه وبعد نهاية الحرب العالمية الأولى وكذلك الحرب الأوكرانية السوفيتية، تم تقسيم الأراضي السابقة للجمهورية الأوكرانية الشعبية ما بين جمهورية أوكرانيا الاشتراكية السوفيتية (التي تم استيعابها في الاتحاد السوفيتي ) وبولندا المستقلة في معاهدة ريغا (1921). وكانت قد ألغت معاهدة رابالو (1922) بين ألمانيا وروسيا اعتراف ألمانيا بالجمهورية الأوكرانية الشعبية.

## خلفية
بسبب الاضطرابات المدنية في الجمهورية الروسية والتي بلغت ذروتها في ثورة أكتوبر، أعلنت جمهورية أوكرانيا الشعبية استقلالها تحت حكومة الأمانة العامة لأوكرانيا، التي أعلنت عن اجراء انتخابات الجمعية التأسيسية الأوكرانية بتاريخ 9 يناير 1918. على ان يعقد أول اجتماع للجمعية في 22 يناير من ذلك العام.
في 17 ديسمبر 1917، أصدر فلاديمير لينين، بصفته رئيس سوفناركوم، إنذارًا نهائيًا اتهم فيه المجلس المركزي الأوكراني بتشويه الخطوط الأمامية، ومنع "أي قوات متجهة إلى منطقة الدون، أو جبال الأورال، أو أي مكان آخر"؛ إيواء أعداء سياسيين مثل أعضاء حزب الكاديت وأولئك الذين انحازوا إلى كالدين والمطالبة "بوضع حد لمحاولات سحق جيوش السوفييت والحرس الأحمر في أوكرانيا". أعطى لينين إشعارًا لمدة أربع وعشرين ساعة لحكومة ما أسماه "جمهورية أوكرانيا المستقلة والبرجوازية" للرد. وبما أن الجيوش السوفيتية كانت موجودة بالفعل في أوكرانيا، كان على حكومة أوكرانيا أن تتصرف بسرعة للحفاظ على سيادة الدولة.
أعرب المجلس المركزي الأوكراني عن رغبته في إبرام معاهدة سلام مع الدول الأجنبية والاعتراف بها في جميع أنحاء العالم. ونظرًا لأن ممثلي الإمبراطوريتين الفرنسية والبريطانية لم يرغبوا في الاعتراف بالسيادة الأوكرانية، معتبرين إياها جزءًا من حليفهم الرئيسي، الإمبراطورية الروسية، فقد أعطت المعاهدة فرصة لبعض الاعتراف في مواجهة قوى المركز.
في 1 يناير 1918، وصل وفد أوكراني برئاسة فسيفولود هولوبوفيتش إلى بريست ليتوفسك. يرافقه كل من ميكولا ليوبينسكي وأولكسندر سفريوك وميكولا ليفيتسكي ميخايلو بولوز .

## مفاوضات السلام
بدأت مفاوضات السلام في 3 ديسمبر 1917 من قبل حكومة جمهورية روسيا الاتحادية الاشتراكية السوفياتية، ممثلة بوفد برئاسة ليون تروتسكي. تم اتخاذ عدة قرارات في الفترة من 22 إلى 26 ديسمبر، وفي 28 ديسمبر 1917، تم التوقيع على هدنة لتعليق الأعمال العدائية على الخطوط الأمامية. تم تشكيل حكومة سوفيتية لجمهورية أوكرانيا الاشتراكية السوفياتية في خاركيف في 17 ديسمبر 1917. تم تأجيل التوقيع النهائي من قبل البلاشفة على أمل التوصل إلى اتفاق مع أعضاء معاهدة الوفاق .
في 12 يناير 1918، اعترف الكونت أوتوكار تشيرنين، ممثل القوى المركزية، بالوفد المستقل من جمهورية أوكرانيا الشعبية  ولكن مع تشساكي رفض مناقشة مسائل هاليتشينا وبوكوفينا وروس كارباثيان . واتفقوا على أن محافظة خولم ومنطقة بودلاتشيا كانت جزءًا من جمهورية أوكرانيا الشعبية . وكان الوفد الروسي، برئاسة ليون تروتسكي، قد اعترف في البداية أيضًا بالوفد الأوكراني المستقل في 10 يناير. 

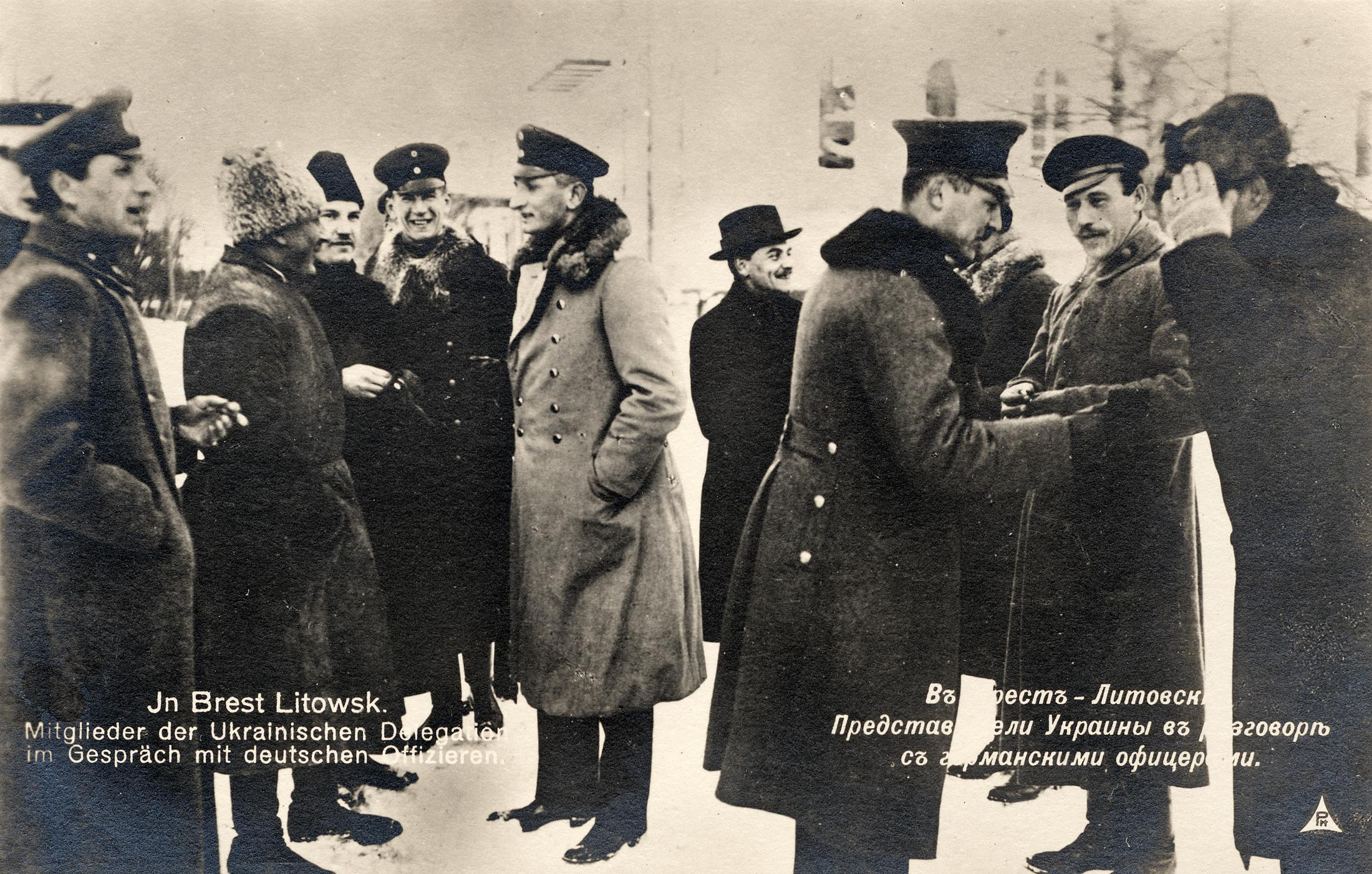
مندوبون من جمهورية أوكرانيا الشعبية ودول المركز خلال فترة توقف المفاوضات في بريست ليتوفسك، أوائل فبراير 1918

في 20 يناير 1918، عاد الوفد الأوكراني إلى كييف، حيث أعلن المجلس المركزي الاوكراني دولة أوكرانية ذات سيادة كاملة في 25 يناير (بتاريخ 22 يناير). وسرعان ما تم إرسال وفد أوكراني جديد إلى بريست برئاسة أولكسندر سفريوك. في هذه الأثناء، حدثت ثورات بلشفية في عدة مدن في أوكرانيا، مما أجبر جمهورية أوكرانيا الشعبية، التي كانت تفتقر إلى القوات العسكرية المنظمة، على طلب المساعدات الخارجية.  ومع ذلك، كان الوضع بالنسبة لقوى المركز حرجًا أيضًا، خاصة بالنسبة للإمبراطورية النمساوية المجرية، التي عانت من نقص حاد في الغذاء. 
في 1 فبراير، حضرت أيضًا الحكومة السوفيتية الأوكرانية جلسة عامة للكونغرس بحضور يوخيم ميدفيديف وفاسيل شاخراي، لكن قوى المركز واصلت التفاوض مع وفد جمهورية أوكرانيا الشعبية بصفته الممثل الوحيد لأوكرانيا.  بينما تخلى المجلس المركزي الأوكراني عن كييف لصالح القوات البلشفية، تم التوقيع على معاهدة سلام في بريست ليتوفسك خلال ليلة 8-9 فبراير بسبب احتجاجات البلاشفة.
طبعت طبعة خاصة ( Extrablatt ) من صحيفة Lübeckische Anzeigen الألمانية إعلانًا عن "السلام مع أوكرانيا": "اليوم في 9 فبراير 1918، في الساعة الثانية صباحًا، تم توقيع السلام بين التحالف الرباعي وجمهورية أوكرانيا الشعبية. ". 

### الموقعون
| أوكرانيا       | أوكرانيا                                           | الإمبراطورية الألمانية | الإمبراطورية الألمانية | النمسا والمجر | النمسا والمجر | بلغاريا      | بلغاريا                      | الإمبراطورية العثمانية | الإمبراطورية العثمانية |
| -------------- | -------------------------------------------------- | ---------------------- | ---------------------- | ------------- | ------------- | ------------ | ---------------------------- | ---------------------- | ---------------------- |
| رئيس الوفد     | Oleksandr Sevriuk [Севрюк Олександр Олександрович] | وزير الخارجية          | فون كولمان             | وزير الخارجية | تشيرنين       | رئيس الوزراء | رادوسلافوف                   | الصدر الأعظم           | محمد طلعت              |
| وزير الخارجية  | ليوبينسكي                                          | أوبر أوست              | هوفمان                 |               |               | سفير         | توشيف                        |                        | I. حقي باشا            |
|                | Mykola Levytsky [Левитський Микола Васильович]     |                        |                        |               |               |              | آي ستويانوفيتش               |                        | أ. نسيمي بك            |
| مستشار اقتصادي | أوستابينكو                                         |                        |                        |               |               |              | تي أناستاسوف </br> ص. غانشيف |                        | أحمد عزت باشا          |

وفي غضون أيام من توقيع المعاهدة، دخل جيش يضم أكثر من 450.000 رجل من قوى المركز إلى أوكرانيا، وبعد شهر واحد فقط، غادرت معظم القوات البلشفية البلاد دون أي مقاومة تذكر. بعد فترة وجيزة من استيلاء القوات الأوكرانية والألمانية على كييف، تمكن لـمجلس المركزي الأوكراني من العودة إلى كييف في 2 مارس. 

## شروط

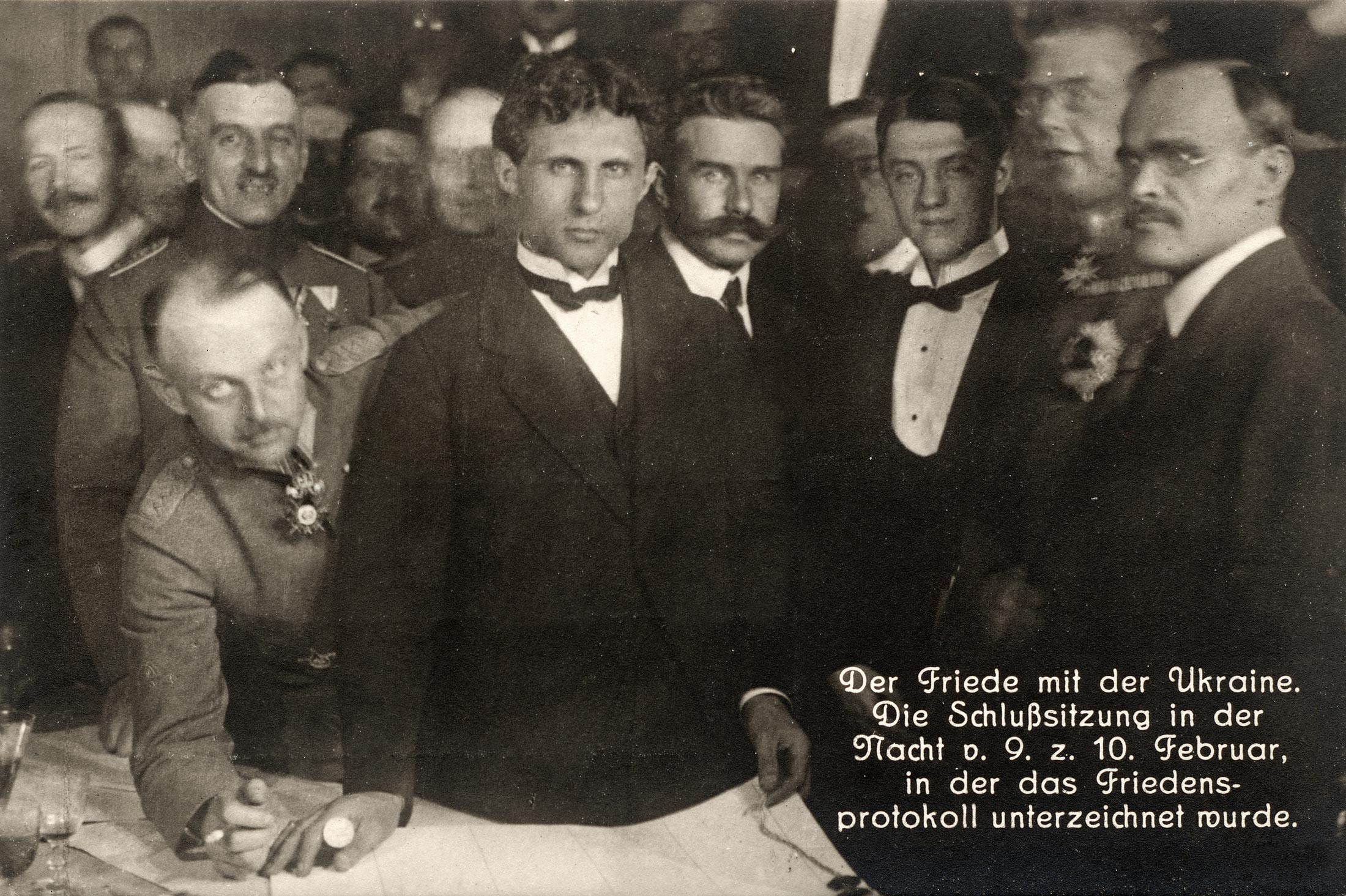
الجلسة الختامية لتوقيع بروتوكول السلام ليلة 9-10 فبراير 1918. من اليسار: الجنرال برينكمان، ميكولا ليوبينسكي، ميكولا ليفيتسكي، أولكسندر سيفريوك، الجنرال ماكس هوفمان وسيرهي أوستابينكو

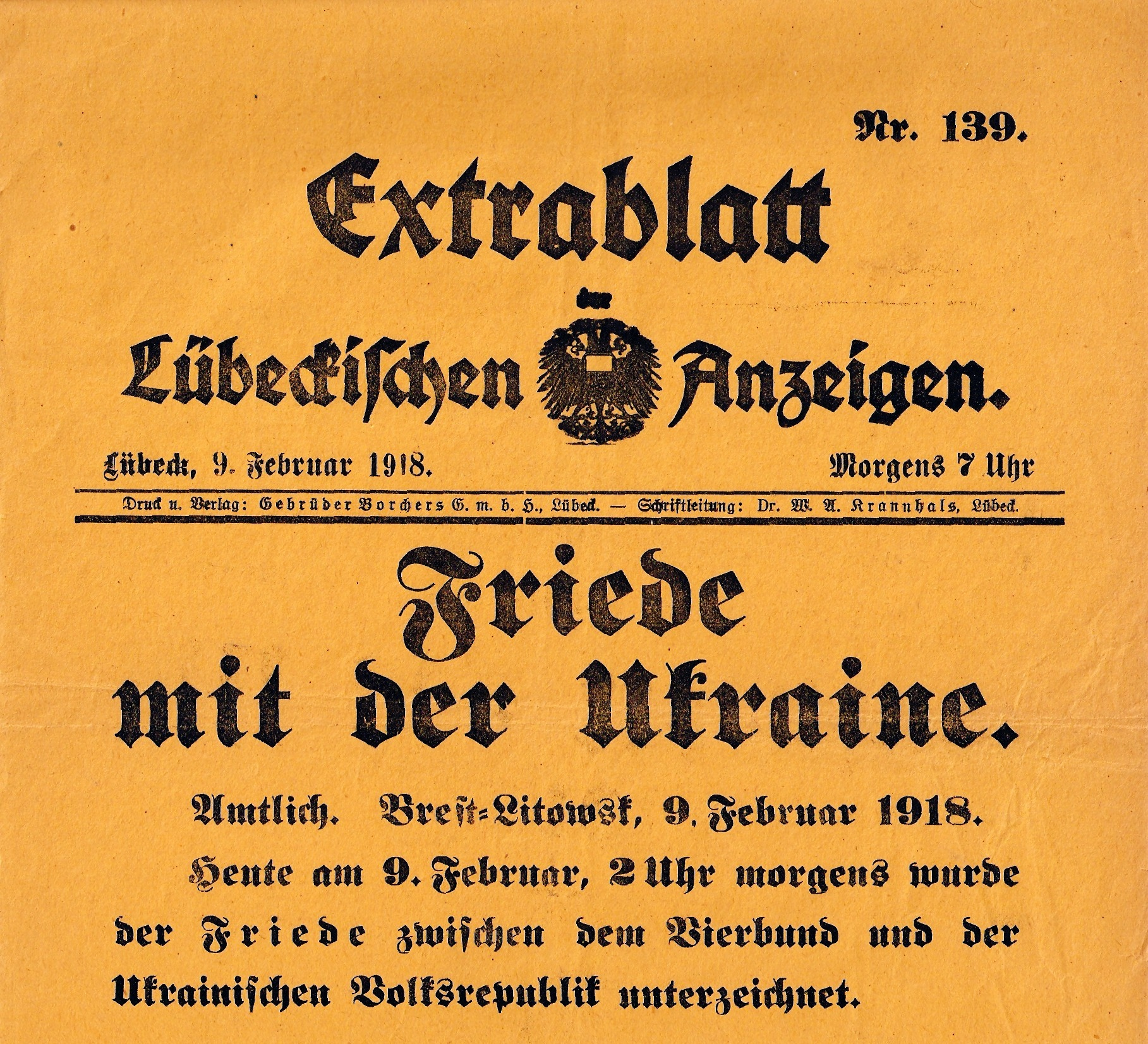
طبعة خاصة من صحيفة Lübeckische Anzeigen الألمانية بتاريخ 9 فبراير 1918. العنوان الرئيسي يقول " السلام مع أوكرانيا ".

اعترفت المعاهدة بما يلي كحدود لجمهورية أوكرانيا الشعبية : في الغرب، الحدود النمساوية المجرية الروسية لعام 1914، والتي استبعدت هاليتشينا الأوكرانية في الدولة الأوكرانية الجديدة؛ في الشمال، الخط الممتد من Tarnogród ، Biłgoraj ، Szczebrzeszyn ، Krasnystaw ، Radzyń Podlaski و Międzyrzec Podlaski في محافظة لوبلين الحالية ( بولندا )؛ سارناكي، في محافظة مازوفيا الحالية (بولندا) و كاميانيتس و بروزاني، في منطقة بريست الحالية ( بيلاروسيا ). تم تحديد الحدود الدقيقة من قبل لجنة مختلطة على أساس التركيبة العرقية وإرادة السكان (المادة 2). 
كما نصت المعاهدة على الإخلاء المنظم للمناطق المحتلة (المادة 3)، وإقامة العلاقات الدبلوماسية (المادة 4)، والتخلي المتبادل عن تعويضات الحرب (المادة 5)، وعودة أسرى الحرب (المادة 6) وتبادل المدنيين المعتقلين وتجديد العلاقات القانونية العامة والخاصة (المادة 8). نصت المادة 7 على الاستئناف الفوري للعلاقات الاقتصادية والتجارية ووضعت أيضًا مبادئ المحاسبة والتعريفات الجمركية. 
وقعت النمسا والمجر وجمهورية أوكرانيا الشعبية أيضًا اتفاقية سرية بشأن هاليتشينا وبوكوفينا . وافقت النمسا-المجر على توحيد مناطق شرق هاليتشينا وبوكوفينا التي يغلب عليها السكان الأوكرانيون في منطقة تاج واحدة بحلول 31 يوليو 1918، لكن في 4 يوليو ألغت النمسا-المجر الاتفاقية السرية بحجة أن أوكرانيا لم تسلمها الكمية من الحبوب الموعودة بموجب المعاهدة، ولكن يُعتقد أنها في الواقع نتيجة للضغط البولندي .  من ناحية أخرى، كان سبب الإلغاء هو أنه بعد طلب فيينا إبقاء الاتفاقية سرية، قام سفريوك، متحمسًا لتوقيع معاهدة بريست ليتوفسك، بإفشاء المعلومات لأوكرانيين ليمبرج ( لفيف ). أدى الكشف عن السر بهذه الطريقة إلى قيام النمساويين المجريين بإتلاف نسخة الاتفاقية ونفوا فيما بعد وجودها بأي شكل من الأشكال، بينما سرعان ما استقال تشيرنين. 
وقعت قوى المركز معاهدة بريست ليتوفسك منفصلة مع جمهورية روسيا الاتحادية الاشتراكية السوفياتية في 3 مارس 1918. وافقت روسيا على الاعتراف بالمعاهدة المبرمة مع جمهورية أوكرانيا الشعبية والتوقيع على معاهدة سلام مع أوكرانيا على الفور لتحديد الحدود بين روسيا وأوكرانيا دون تأخير، وتطهير الأراضي الأوكرانية من القوات الروسية والحرس الأحمر الروسي ووضع حد. منع كافة أشكال التحريض أو الدعاية ضد الحكومة أو المؤسسات العامة لجمهورية أوكرانيا الشعبية (المادة 6). 

## ما بعد الحرب

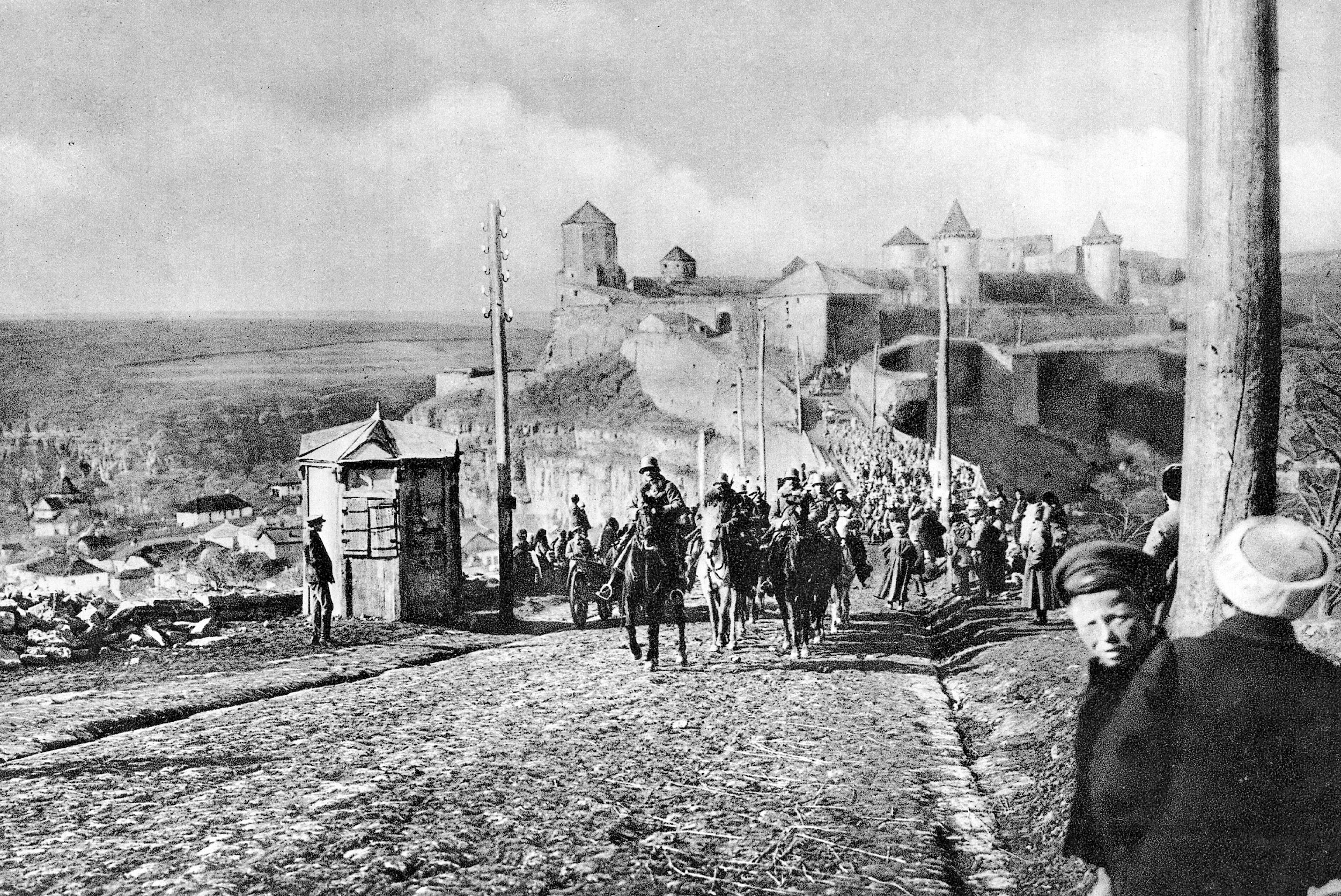
القوات النمساوية المجرية تدخل كاميانيتس بوديلسكي بعد توقيع المعاهدة في بريست ليتوفسك (المكتب الصحفي للحرب النمساوية المجرية)

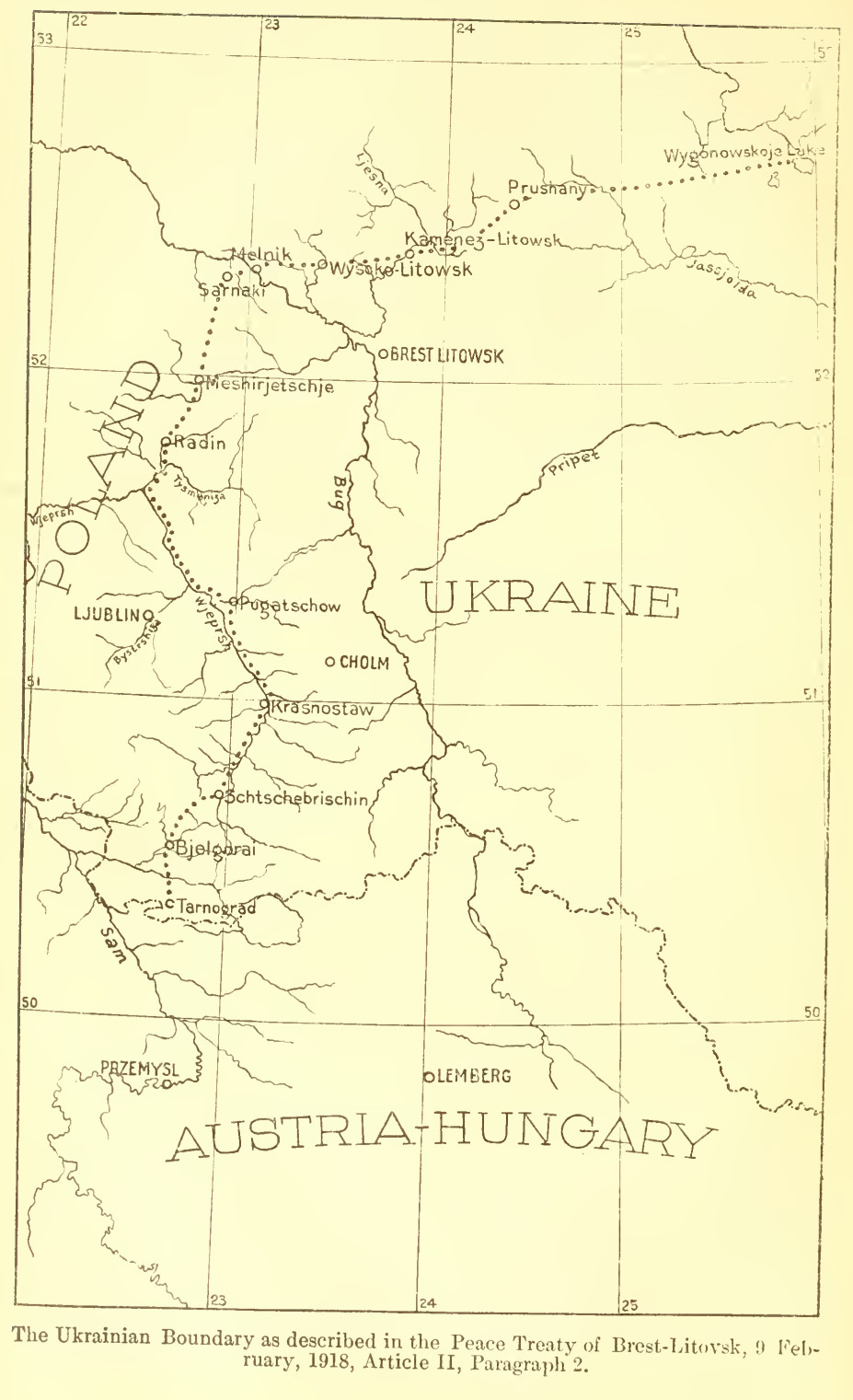
الحدود الشمالية الغربية لأوكرانيا بموجب معاهدة بريست ليتوفسك

أثارت المعاهدة على الفور معارضة كبيرة بين البولنديين، وخاصة في النمسا والمجر. بدأ السياسيون البولنديون في البرلمان النمساوي على الفور احتجاجاتهم، مما أدى إلى إصابته بالشلل. بدأ موظفو الخدمة المدنية إضرابا؛ وخرجت مظاهرات عفوية في مختلف المدن والبلدات. والجدير بالذكر أن الفيلق المساعد البولندي رفض اتباع الأوامر الإمبراطورية، وبعد معركة راراتشا، اخترق الخطوط الأمامية للانضمام إلى القوات البولندية في الحرب الأهلية الروسية . على الرغم من انسحاب الحكومة الإمبراطورية والملكية في فيينا من أجزاء من المعاهدة، إلا أن الضرر الذي لحق بأي إحساس متبقي بالولاء أو الثقة تجاه النظام الملكي بين البولنديين كان مدمرًا وغير قابل للإصلاح، في حين أن الفصيل المؤيد لهابسبورغ والمناهض للاستقلال في بولندا كان مدمرًا وغير قابل للإصلاح. عانى السياسيون البولنديون المشاركون في الحكومة من الإذلال التام وتشويه السمعة بشكل لا رجعة فيه في أعين السكان البولنديين الذين توقفوا عن اعتبار أي حل نمساوي بولندي محتمل كخيار قابل للتطبيق، وركزوا بدلاً من ذلك بالكامل على إعادة الاستقلال. 
زودت معاهدة بريست ليتوفسك جمهورية أوكرانيا الشعبية بالمساعدة العسكرية الألمانية والنمساوية المجرية في تطهير أوكرانيا من القوات البلشفية في فبراير وأبريل 1918، لكن المعاهدة تعني أيضًا أن قوى الوفاق علقت علاقاتها مع جمهورية أوكرانيا الشعبية.
ومع ذلك، سرعان ما تم اعتبار القوات الأجنبية المدعوة من قوى المركز محتلين من قبل جزء كبير من السكان الأوكرانيين وكذلك أجزاء من المجلس المركزي الأوكراني . في أواخر أبريل، أصدر القائد الأعلى الألماني في أوكرانيا، هيرمان فون إيشهورن، أمرًا بإخضاع الأوكرانيين للمحاكم العسكرية الألمانية بتهمة ارتكاب جرائم ضد المصالح الألمانية، وتم نزع سلاح الفرقة الأوكرانية الأولى ( المعاطف الزرقاء ) حتى أن الجنود الألمان اعتقلوا وزيرين بعد ذلك. لقد انتقدوا التصرفات الألمانية. جاءت القطيعة النهائية مع المجلس في 29 أبريل، عندما أعلن الجنرال بافلو سكوروبادسكي نفسه هيتمانًا للدولة الأوكرانية. 
ألغت معاهدة رابالو لعام 1922 بين ألمانيا وروسيا السوفيتية الالتزامات الألمانية التي تعهدت بها في بريست ليتوفسك. أدى تفكك الإمبراطورية النمساوية المجرية في أواخر عام 1918 إلى إلغاء التزاماتها تلقائيًا. تخلت تركيا عن معاهدة بريست ليتوفسك من خلال التوقيع على معاهدة مع جمهورية أوكرانيا الاشتراكية السوفياتية في عام 1922. فقط بلغاريا لم تقم بإلغاء المعاهدة رسميًا.